# Tipos de contabilidad
Los tipos de contabilidad son:

## Contabilidad Pública
Es una rama especializada de la Contabilidad que permite desarrollar los diversos procesos de medición, información y control en la actividad económica de la Administración Pública. Base en la Contabilidad Pública que los hechos económicos en los cuales intervienen los entes públicos quedan registrados en cuentas, de tal forma que en todo momento puede conocer si el estado de los derechos y obligaciones, así como el grado de recaudo de los distintos ingresos tributarios, las inversiones, costo y gasto inherente al proceso económico, efectuados en desarrollo de la función administrativa o cometido estatal.
En contraste con el contador público, quien presta su servicio a muchos clientes, en la industria privada el contador es un empleado de una sola empresa. El jefe del departamento de contabilidad de una empresa pequeña o mediana generalmente se llama contralor, en reconocimiento al hecho de que uno de los usos principales de la información contable es el de ayudar a controlar las operaciones del negocio. El contralor dirige el trabajo de los empleados del departamento de contabilidad, hace parte del equipo de la alta gerencia encargado de manejar el negocio, establecer sus objetivos y asegurar su cumplimiento. Los contadores en las empresas privadas sean grandes o pequeñas, deben registrar las transacciones y preparar Estados Contables estados financieros periódicos a partir de los registros contables.

## Contabilidad de costos
La contabilidad de costos es la rama de la contabilidad que trata de la clasificación, contabilización, distribución, recopilación de información de los costos corrientes y en perspectiva.
Se encuentran incluidos en el campo de la contabilidad de costos: el diseño y la operación de sistemas y procedimientos de costos; la determinación de costos por departamentos, funciones, responsabilidades, actividades, productos, territorios, periodos y otras unidades; así mismo, los costes futuros previstos o estimados y los costes estándar o deseados, así como también los costos históricos; la comparación de los costos de diferentes periodos; de los costos reales con los costos estimados, presupuestados o estándar, y de los costos alternativos. 
El contador de costos clasifica los costos de acuerdo a patrones de comportamiento, actividades y procesos con los cuales se relacionan productos a los que corresponden y otras categorías, dependiendo del tipo de medición que se desea. Teniendo esta información, el contador calcula, informa y analiza el costo para realizar diferentes funciones como la operación de un proceso, la fabricación de un producto y la realización de proyectos especiales. También prepara informes que coadyuvan a la administración para establecer planes y seleccionar entre los cursos de acción por los que pueden optarse. En general los costos que se reúnen en las cuentas sirven para tres propósitos generales: Proporcionar informes relativos a costos para medir la utilidad y evaluar el inventario (estado de resultados y balance general). Ofrecer información para el control administrativo de las operaciones y actividades de la empresa (informes de control). Proporcionar información a la administración para fundamentar la planeación y la toma de decisiones (análisis y estudios especiales).
Efectivamente, al poder analizar, controlar e interpretar los costos de producción, distribución, administración y financiación de un negocio gracias a la contabilidad de costos, el cálculo del margen de beneficios es mucho más exacta.

## Contabilidad financiera
La necesidad de presentar estados contables para terceros (accionistas, inversiones, gentes reguladores públicos, etc.) y la necesidad de que la información presentada a terceros sea uniforme, hizo que la contabilidad se volcara a la confección de los Estados Contables para terceros y no tanto en colaborar en la confección de información para la gestión empresarial. Este objetivo de suministrar información a personas o entidades ajenas a la sociedad es el que principalmente lo diferencia de la contabilidad administrativa.
En la actualidad debido a las facilidades existentes como consecuencia de los grandes avances informáticos, tanto la información para terceros como la información para la toma de decisiones internas de la empresa deben salir de un sistema contable único e integrado.
Es una técnica que se utiliza para producir sistemática y estructuradamente información cuantitativa expresada en unidades monetarias de las transacciones que realiza una entidad económica y de ciertos eventos económicos identificables y cuantificables que la afectan, con el objeto de facilitar a los diversos interesados el tomar decisiones en relación con dicha entidad económica. Muestra la información que se facilita al público en general, y que no participa en la administración de la empresa, como son los accionistas, los acreedores, los clientes, los proveedores, los sindicatos y los analistas financieros, entre otros, aunque esta información también tiene mucho interés para los administradores y directivos de la empresa. Esta contabilidad permite obtener información sobre la posición financiera de la empresa, su grado de liquidez y sobre la rentabilidad de la empresa.

## Contabilidad fiscal
Se fundamenta en los criterios fiscales establecidos legalmente en cada país, donde se define como se debe llevar la contabilidad a nivel de fiscal. Es innegable la importancia que reviste la contabilidad fiscal para los empresarios y contadores; ya que comprende el registro y la preparación de informes tendientes a la presentación de declaraciones y el pago de impuestos.

## Contabilidad administrativa
También conocida como contabilidad gerencial, diseñada o adaptada a las necesidades de información y control a los diferentes niveles administrativos. Se refiere de manera general a la extensión de los informes internos, de cuyo diseño y presentación se hace responsable actualmente el contador de la empresa. Está orientada a los aspectos administrativos de la empresa y sus informes no trascenderán de la compañía, o sea, su uso es estrictamente interno y serán utilizados por los administradores y propietarios para juzgar y evaluar el desarrollo de la entidad a la luz de las políticas, metas u objetivos preestablecidos por la gerencia o dirección de la empresa; tales informes permitirán comparar el pasado de la empresa, con el presente y mediante la aplicación de herramientas o elementos de control, prever y planear el futuro de la entidad. También puede proporcionar cualquier tipo de datos sobre todas las actividades de la empresa, pero suele centrarse en analizar los ingresos y costos de cada actividad, la cantidad de recursos utilizados, así como la cantidad de trabajo o depreciación de la maquinaria, equipos o edificios. La contabilidad permite obtener información periódica sobre la rentabilidad de los distintos departamentos de la empresa y la relación entre las previsiones efectuadas en el presupuesto; y puede explicar porque se han producido desviaciones. La contabilidad administrativa no se encuentra regulada por normas o reglamentos como en la contabilidad financiera, ya que su propósito es servir a la alta dirección en la elaboración de informes gerenciales para la toma de decisiones que lleven a buenos caminos a la empresa.
La contabilidad administrativa es aquella que proporciona informes basados en la técnica contable que ayuda a la administración, a la creación de políticas para la planeación y control de las funciones de una empresa.

## Contabilidad por actividades
La contabilidad por actividades es aquella que implica la clasificación y operación de las cuentas de distintas actividades, con objeto de facilitar el proceso de ajustar a un plan el funcionamiento de una organización; una contabilidad por funciones. Su aplicación principal se indica en situaciones en que el planeamiento por adelantado, la autoridad, la responsabilidad y la obligación de dar cuenta pueden asociarse con centros o unidades pequeñas de operación. Por su énfasis en cuanto a la responsabilidad sobre las operaciones y el rendimiento de cuentas, la contabilidad por centros de actividad proporciona una mayor realidad, así como también un incentivo en la delegación de la autoridad administrativa.

## Contabilidad de ingeniería industrial
Es aplicable a todos los tipos de organizaciones e industrias de servicios, son definidas de varias formas. Son organizaciones que producen un servicio más que un bien tangible como las firmas de contadores públicos, firmas de abogados, consultores administrativos, firmas de propiedad raíz, compañía de transporte, bancos y hoteles. Casi todas las organizaciones no lucrativas o no para utilidad son industrias de servicios. Son ejemplos hospitales, escuelas y un departamento de reforestación.

## Contabilidad gerencial
Este proceso requiere datos que son obligatorios, por ejemplo, quien emite y recibe facturación, descripción de los artículos, cantidades, costos unitarios y totales de los productos o servicios, formas de pago ( efectivo, transferencia, cheque  o desconocido) por mencionar algunos. Entre estos registros se incluyen los siguientes: Inventarios, Métodos de Evaluación y Estados de Cuenta. 
Estos reportes deben de ser transformados en archivos electrónicos con la extensión XML, codificados con ayuda de un sistema informático.  En México y Perú, a partir del 1 de julio de 2014, están obligados a llevar contabilidad electrónica y enviar esta información al SAT las personas morales, incluidas las personas morales con fines no lucrativos, y las personas físicas con actividad empresarial.
ma resolución de modificaciones a la miscelánea fiscal, junto a su anexo número 24, se ha establecido la manera en que deben enviarse las contabilidades de los contribuyentes asignando un periodo y ciertos requisitos para la presentación de la información en función del régimen fiscal al que estén inscritos y de los ingresos obtenidos en el ejercicio fiscal anual a partir de enero de 2015.
La dirección tiene que ver mucho con la contabilidad gerencial ya que sin ella no se podría llevar un buen control en una empresa , la dirección es la que se encarga de dar la autorización para lo que se va a hacer dentro de la misma.